# Walter Molino
Walter Molino est un dessinateur de bande dessinée et illustrateur italien né le 5 novembre 1915 à Reggio d'Émilie et mort le 8 décembre 1997 à Milan.

## Biographie
Il a notamment illustré en 1939-1940 dans L'Audace les deux premiers épisodes de Virus, il mago della foresta morta, une des meilleures bandes dessinées italiennes d'avant-guerre.